# Europese Universiteit Viadrina
De Europese Universiteit Viadrina (Duits: “Europa-Universität Viadrina”) is een Duitse universiteit in Frankfurt (Oder). Het woord “Viadrina” komt uit het Latijn en kan vertaald worden als “gelegen aan de rivier de Oder”. De universiteit richt zich op de geesteswetenschappen en sociale wetenschappen, onder meer cultuurwetenschappen, rechten en economie.
In het zomersemester van 2022 waren er 5.131 studenten ingeschreven aan de universiteit, waarvan ongeveer 71% Duitsers zijn en 29% buitenlandse studenten. Poolse studenten vormen met ongeveer 6% het grootste deel van de buitenlandse studenten.
De universiteit ziet zichzelf in de traditie van de Brandenburgse Universiteit van Frankfurt (1506-1811). De universiteit werd in 1991 opgericht bij de herstructurering van het universitaire landschap in de nieuwe Duitse deelstaten, en is gevestigd in het voormalige regeringsgebouw in Frankfurt. 